# 佐野秀綱
佐野 秀綱（さの ひでつな）は、戦国時代の武将。父は佐野盛綱。子に泰綱。
下野国の有力な国人である佐野氏の第12代当主。大永7年(1527年)頃に家督を相続し、古河公方に仕えた。唐沢山城の改築、拡張工事を行ない、城を下野でも有数の堅城に成長させた秀綱は佐野氏の戦国時代における基礎を築き上げた。
また、当主として家訓ともいうべき文書を残しているほか、大永年間に天命村（現・佐野市天明町）に観音寺を建立している。